# SD – Kolejová doprava

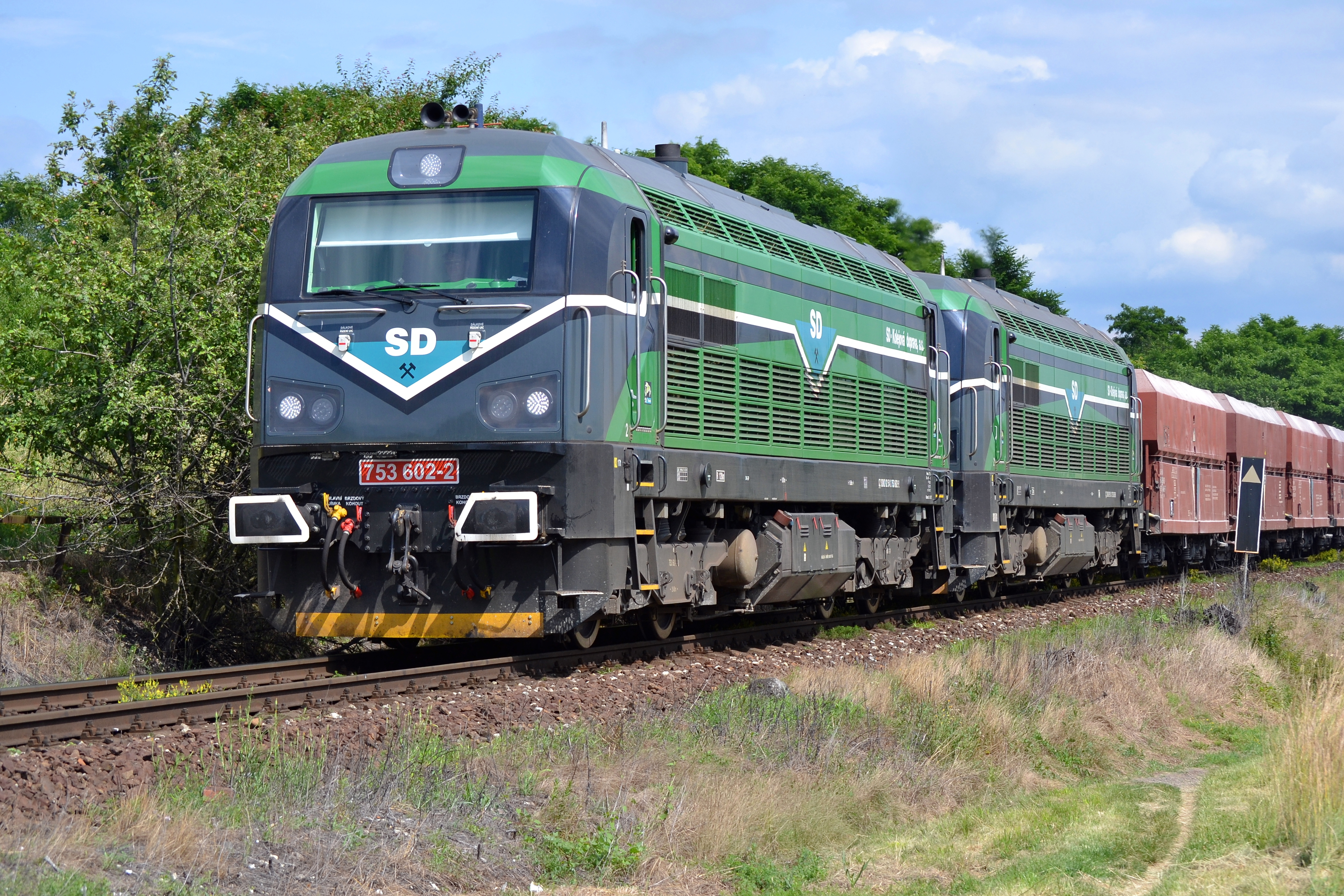
753.6 mit Kalkzug

SD – Kolejová doprava a. s. (SD-KD) ist eine Eisenbahngesellschaft in Tschechien. Sie ist eine hundertprozentige Tochter des Bergbauunternehmens Severočeské doly (ČEZ-Gruppe). Sitz der Gesellschaft ist Tušimice.

## Geschichte
SD – Kolejová doprava wurde am 7. November 2001 mit dem Eintrag ins Handelsregister beim Kreisgericht Ústí nad Labem gegründet. In dem neuen Unternehmen wurde der gesamte normalspurige Anschlussbahn- und Grubenbahnbetrieb der Gruben Doly Bílina und Doly Nástup Tušimice vereinigt.

## Lokomotiven und Wagen
Betrieb Tušimice

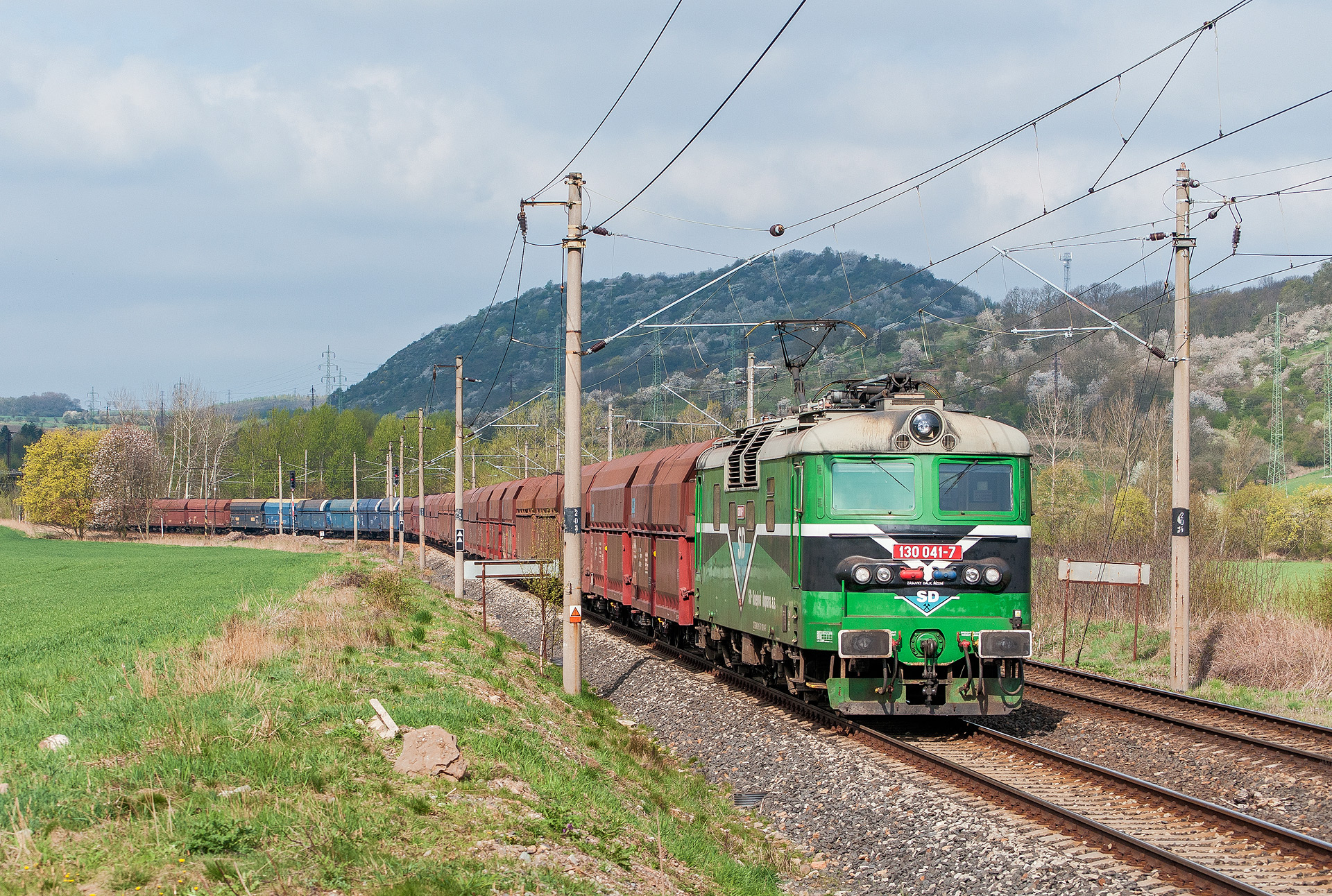
130.0 mit Kohlenzug

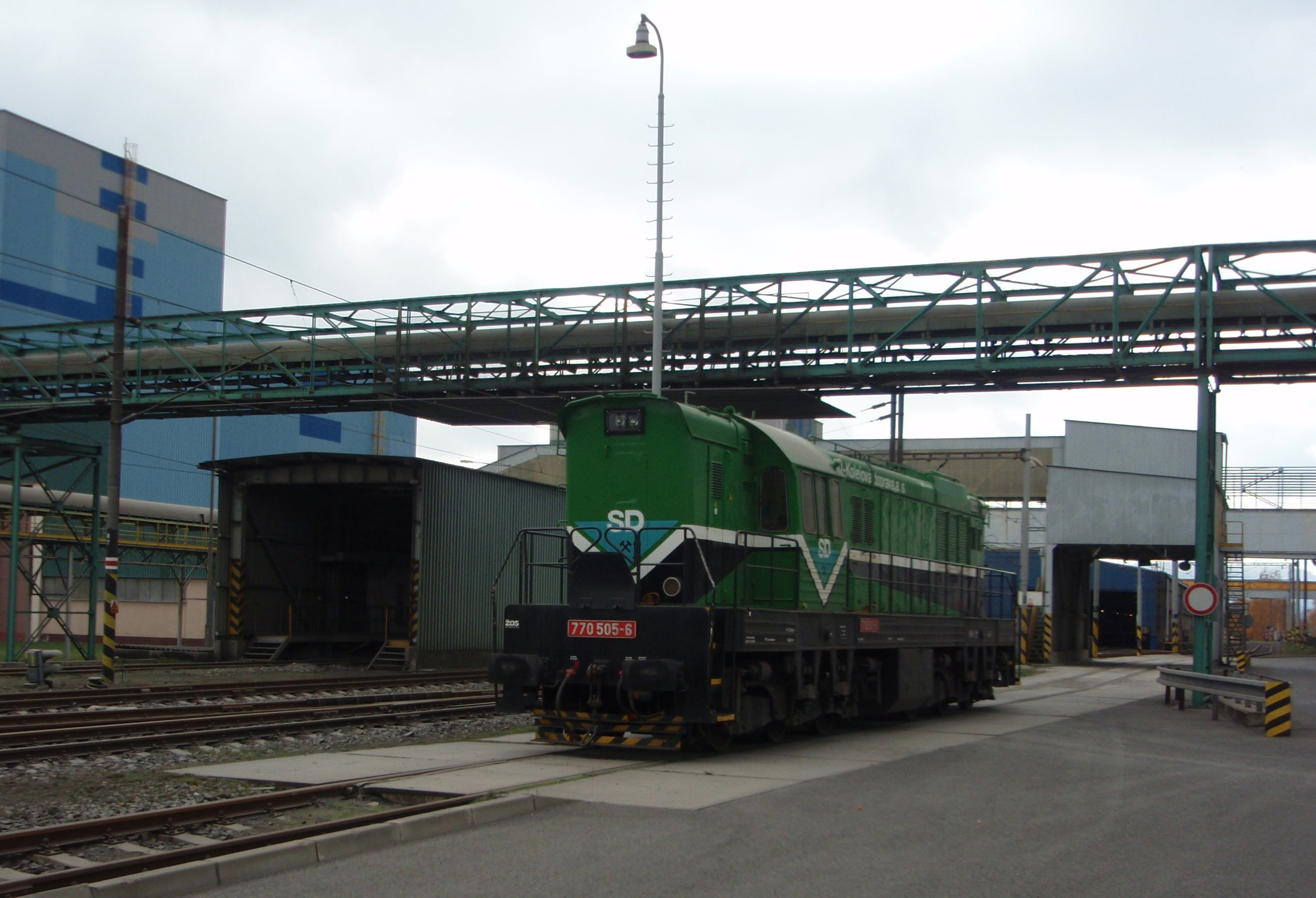
770.505 im Kraftwerk Prunéřov I

- 2 elektr. Lokomotiven Baureihe 114.5 (114.503, 114.504 ausgemustert in 2009)[1]
- 11 elektr. Lokomotiven Baureihe 130[2]
- 4 elektr. Lokomotiven Baureihe 184.5
- 1 Diesellokomotive Baureihe 721
- 2 Diesellokomotiven Baureihe 770

Betrieb Ledvice
- 3 Diesellokomotiven Baureihe 704[2]
- 1 Diesellokomotive Baureihe 724
- 1 Diesellokomotive Baureihe 740
- 2 Diesellokomotive Baureihe 744.7[2]

Zudem gehören zum Bestand von SD - Kolejová doprava 208 Selbstentladewagen der Gattung Falls für den Kohle- und Kalksteintransport. Ein Teil der Wagen ist auch auf dem Netz der Tschechischen Bahnen (ČD) zugelassen. (Stand 2008)